# La acción encadenada
La acción encadenada es una obra del escultor francés Aristide Maillol. Esta escultura en bronce fue creada en 1905, y está instalada en Puget-Théniers, en el sur de Francia.
Existen otros vaciados de esta escultura:
- Jardín de las Tullerías, París, Francia (desde 1964, como parte de una serie de estatuas de Maillol expuestas a la intemperie);
- Instituto Nacional de Cooperación y Educación Solcialista (INCES) Caracas, Venezuela (datada del 1906).[1]

## Descripción
La obra es una escultura en bronce. Representa a una mujer desnuda de pie, con las manos atadas a la espalda.
A Maillol se le encarga el monumento al político socialista Louis Auguste Blanqui, proyecto detenido durante largos años. Maillol acepta la insignificante cantidad de que disponía Clemenceau, uno de los organizadores, y realiza, casi gratis, la acción encadenada, erigida en la plaza Pré-de-Foire de Puget-Théniers. El cura de la localidad se niega a decir misa mientras no sea retirada la escultura.

## Artista
Aristide Maillol (1861-1944) fue un escultor francés.

## Anexos